# Pjesma Eurovizije 1961.
Eurovizija 1961. je bila 6. Eurovizija održana 18. ožujka 1961. u Palais des Festivals et des Congrèsu,  Cannes, Francuska. Voditeljica je bila Jacqueline Joubert. Ove godine se natjecalo 16 zemalja, uključujući i tri debitanta (Finsku, Španjolsku i Jugoslaviju). Ovo je prva Eurovizija održana u subotu. Ta se tradicija i danas koristi.
Jugoslaviju je predstavljala Ljiljana Petrović s pjesmom Neke davne zvezde i osvojila 8 mjesto s 9 bodova. Pjesmu je komponirao Jože Privšek, a napisao Miroslav Antić. Dirigent je također bio Jože Privšek.
Luksemburg je pobijedio po prvi put. Predstavljao ga je Jean-Claude Pascal iz Francuske s pjesmom Nous les amoureux. Ovo je prva pobjeda Luksemburga na Euroviziji.

## Rezultati
| Broj | Zemlja                 | Jezik      | Pjevač             | Pjesma                        | Pozicija | Bodovi |
| ---- | ---------------------- | ---------- | ------------------ | ----------------------------- | -------- | ------ |
| 1    | Španjolska             | španjolski | Conchita Bautista  | "Estando contigo"             | 9        | 8      |
| 2    | Monako                 | francuski  | Colette Deréal     | "Allons, allons les enfants"  | 10       | 6      |
| 3    | Austrija               | njemački   | Jimmy Makulis      | "Sehnsucht"                   | 15       | 1      |
| 4    | Finska                 | finski     | Laila Kinnunen     | "Valoa ikkunassa"             | 11       | 6      |
| 5    | Jugoslavija            | srpski     | Ljiljana Petrović  | "Neke davne zvezde"           | 8        | 9      |
| 6    | Nizozemska             | nizozemski | Greetje Kauffeld   | "Wat een dag"                 | 12       | 6      |
| 7    | Švedska                | švedski    | Lill-Babs          | "April, April"                | 14       | 2      |
| 8    | Njemačka               | njemački   | Lale Andersen      | "Einmal sehen wir uns wieder" | 13       | 3      |
| 9    | Francuska              | francuski  | Jean Paul Mauric   | "Printemps, avril carillonne" | 4        | 13     |
| 10   | Švicarska}             | francuski  | Franca Di Rienzo   | "Nous aurons demain"          | 3        | 16     |
| 11   | Belgija                | nizozemski | Bob Benny          | "September, gouden roos"      | 16       | 1      |
| 12   | Norveška               | norveški   | Nora Brockstedt    | "Sommer i Palma"              | 7        | 10     |
| 13   | Danska                 | danski     | Dario Campeotto    | "Angelique"                   | 6        | 12     |
| 14   | Luksemburg             | francuski  | Jean-Claude Pascal | "Nous les amoureux"           | 1        | 31     |
| 15   | Ujedinjeno Kraljevstvo | engleski   | The Allisons       | "Are You Sure?"               | 2        | 25     |
| 16   | Italija                | talijanski | Betty Curtis       | "Al di là"                    | 5        | 12     |

| Pjesma Eurovizije | Pjesma Eurovizije |
| --- | ----------------- |
| |                   |
| 01956. • 1957. • 1958. • 1959. • 1960. 1961. • 1962. • 1963. • 1964. • 1965. • 1966. • 1967. • 1968. • 1969. • 1970. 1971. • 1972. • 1973. • 1974. • 1975. • 1976. • 1977. • 1978. • 1979. • 1980. 1981. • 1982. • 1983. • 1984. • 1985. • 1986. • 1987. • 1988. • 1989. • 1990. 1991. • 1992. • 1993. • 1994. • 1995. • 1996. • 1997. • 1998. • 1999. • 2000. 2001. • 2002. • 2003. • 2004. • 2005. • 2006. • 2007. • 2008. • 2009. • 2010. 2011. • 2012. • 2013. • 2014. • 2015. • 2016. • 2017. • 2018. • 2019. • 2020. 2021. • 2022. • 2023. • 2024. • 2025. |                   |

| Pjesma Eurovizije | Pjesma Eurovizije |
| --- | ----------------- |
| |                   |
| 01956. • 1957. • 1958. • 1959. • 1960. 1961. • 1962. • 1963. • 1964. • 1965. • 1966. • 1967. • 1968. • 1969. • 1970. 1971. • 1972. • 1973. • 1974. • 1975. • 1976. • 1977. • 1978. • 1979. • 1980. 1981. • 1982. • 1983. • 1984. • 1985. • 1986. • 1987. • 1988. • 1989. • 1990. 1991. • 1992. • 1993. • 1994. • 1995. • 1996. • 1997. • 1998. • 1999. • 2000. 2001. • 2002. • 2003. • 2004. • 2005. • 2006. • 2007. • 2008. • 2009. • 2010. 2011. • 2012. • 2013. • 2014. • 2015. • 2016. • 2017. • 2018. • 2019. • 2020. 2021. • 2022. • 2023. • 2024. • 2025. |                   |